# Ceresiosaurus
Cerezjozaur (Ceresiosaurus) – rodzaj notozaura z rodziny Nothosauridae.
Cerezjozaur był prymitywnym notozaurem. Miał długie palce kończyn, prawie bez błony pławnej. Jak wiele innych rodzajów z jego rodziny miał długi pysk z ostrymi zębami. Osiągał długość około 4 m. Żył 240 mln lat temu na terenie dzisiejszej Europy.

## Gatunki
- Ceresiosaurus calcagni
- Ceresiosaurus russelli